# Notropis spectrunculus
Notropis spectrunculus es una especie de peces de la familia de los Cyprinidae en el orden de los Cypriniformes.

## Morfología
Los machos pueden llegar alcanzar los 7,9 cm de longitud total.

## Hábitat
Es un pez de agua dulce.

## Distribución geográfica
Se encuentran en Norteamérica: Virginia, Carolina del Norte, Tennessee y  Georgia (Estados Unidos)